# Potorous gilbertii
Potorous gilbertii  là một loài động vật có vú trong họ Potoroidae, bộ Hai răng cửa. Loài này được Gould mô tả năm 1841.

## Hình ảnh

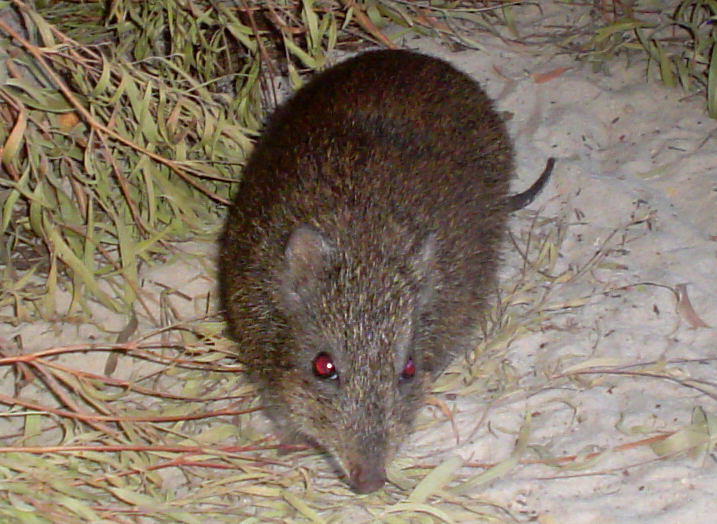
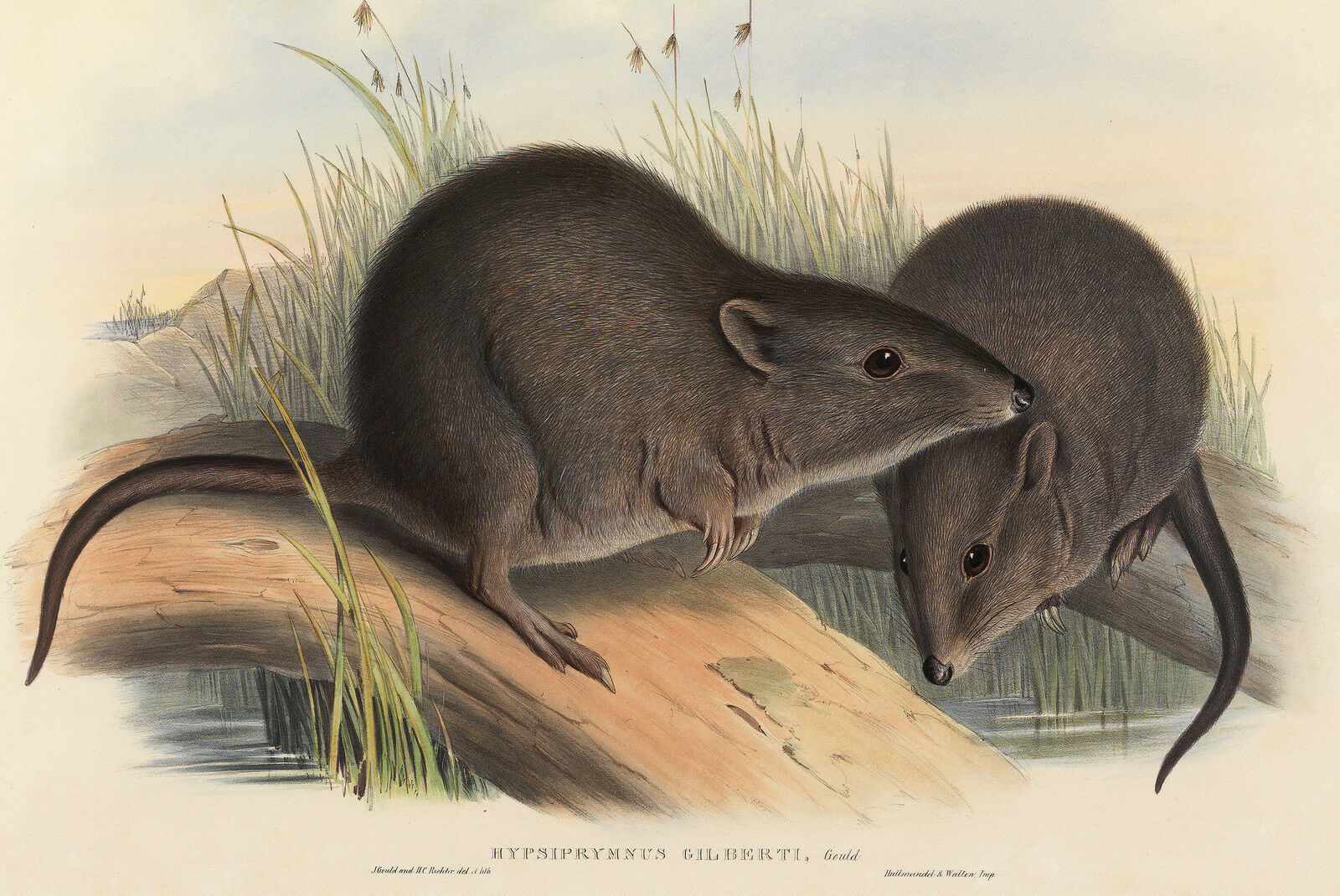
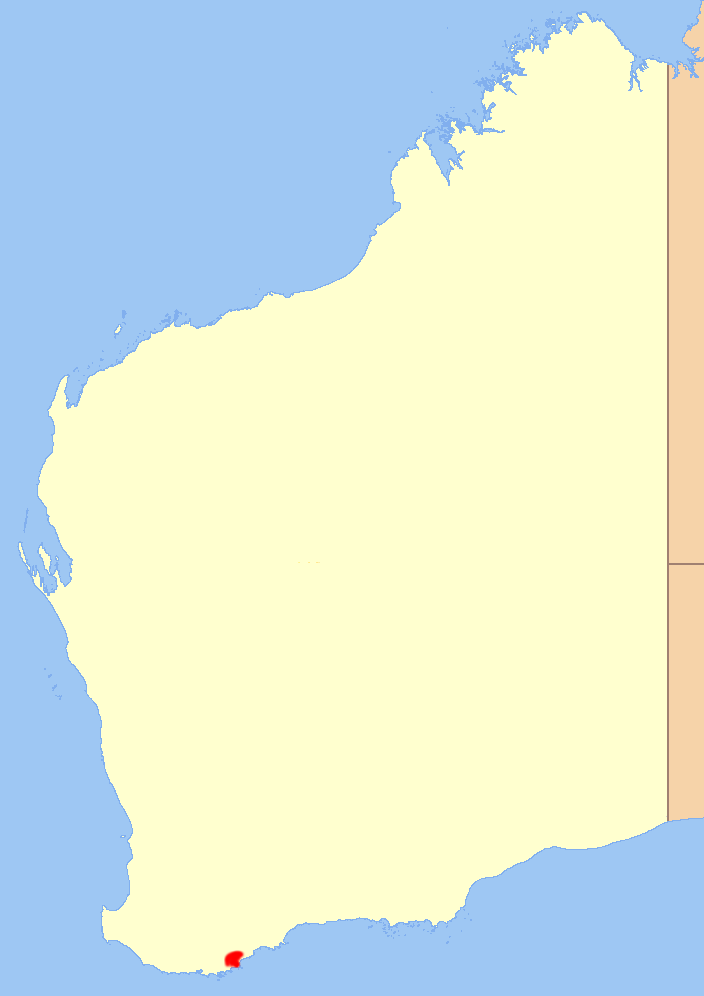